# Такі (Міє)

Та́кі (яп. 多気町, たきちょう, МФА: [takʲi̥ t͡ɕoː]?) — містечко в Японії, в повіті Такі префектури Міє. Розташоване в центральній частині префектури, на березі річки Мія. Отримало статус містечка 1955 року. Площа становить 103,17 км². Станом на 1 серпня 2011 року населення складало 15 392  осіб, густота населення — 149 осіб/км².   